# Stepán Bandera
Stepán Andríyovich Bandera (en ucraniano: Степан Андрійович Бандера) (Stari Uhríniv, 1 de enero de 1909-Múnich, 15 de octubre de 1959) fue un político nacionalista ucraniano de ultraderecha nacionalista, líder de la Organización de Nacionalistas Ucranianos (OUN-B). Es una figura histórica polémica, honrada por movimientos nacionalistas de Ucrania y por organizaciones de extrema derecha,y denostado por los que se oponen al nazismo y el fascismo.
Bandera nació en el Imperio austrohúngaro, en Galitzia, en la familia de un sacerdote de la Iglesia católica griega ucraniana. Involucrado en organizaciones nacionalistas desde una edad temprana, Bandera fue condenado a muerte por su participación en el asesinato del ministro de Interior de Polonia Bronisław Pieracki en 1934, aunque su sentencia fue conmutada por cadena perpetua.
Liberado de prisión por los alemanes en 1939 tras la invasión de Polonia, Bandera preparó el 30 de junio de 1941 la Ley de restauración del estado ucraniano en Leópolis y se comprometió a trabajar con la Alemania nazi después de que invadieran la Unión Soviética el 22 de junio de 1941. Sin embargo, los alemanes desaprobaron la proclamación de Bandera y, ante su negativa a rescindir el decreto, fue arrestado por la Gestapo. Después de la guerra, Bandera se estableció con su familia en Alemania Occidental, donde siguió liderando la OUN-B y trabajando con varias organizaciones anticomunistas tales como el Bloque de Naciones Antibolchevique, así como con los EE. UU. y el espionaje británico (MI6).
El 22 de enero de 2010, el presidente saliente de Ucrania, Víktor Yúshchenko, le otorgó el título póstumo de Héroe de Ucrania. El Parlamento Europeo condenó el premio, al igual que Rusiay varios políticos y organizaciones polacas y judías. El presidente entrante Víktor Yanukóvich declaró ilegal el premio, ya que Bandera nunca fue ciudadano de Ucrania, lo cual era un requisito para obtener el premio. Una decisión judicial de abril de 2010 lo confirmó. En enero de 2011, el premio fue anulado oficialmente. El Parlamento ucraniano rechazó en agosto de 2019 una nueva propuesta para darle el premio a Bandera.
En 2014, tras el derrocamiento de Yanukóvich por la Revolución del Euromaidán, el nuevo presidente ultranacionalista Petro Poroshenko declaró día festivo nacional el 14 de octubre, aniversario de la fundación de la UPA, la milicia armada liderada por Bandera, puesto que ese mismo día los antiguos cosacos ucranianos celebraban la Protección de Nuestra Santísima Señora Theotokos y siempre Virgen María. La fecha se trasladaría al 1 de octubre desde 2023 con el traslado de todas las solemnidades fijas ortodoxas al Calendario juliano revisado.
Bandera sigue siendo una figura muy controvertida en Ucrania. Mientras algunos ucranianos lo aclaman como un libertador que luchó contra los estados soviético, polaco y nazi a la vez que intentaba establecer una Ucrania independiente; otros ucranianos, así como Polonia y Rusia, lo condenan como un fascista y un criminal de guerra ya que fue, junto con sus seguidores, en gran parte responsable de las masacres de civiles polacos y, parcialmente, del Holocausto en Ucrania.

## Biografía

### Primeros años
Nació el 1 de enero de 1909 en Uhrýniv Staryi, en el Reino de Galitzia y Lodomeria (hoy en el raión de Kalush de la óblast de Ivano-Frankivsk de Ucrania), que en aquel tiempo formaba parte del Imperio austrohúngaro. Su padre, Andriy Bandera, era un sacerdote de la Iglesia greco-católica ucraniana. Su madre, Myroslava Bandera, provenía de una antigua familia clerical, siendo también hija de un religioso de la Iglesia greco-católica.
Pasó su infancia en Stary Uhrýniv, donde creció en una atmósfera nacionalista ucraniana. El frente de la Primera Guerra Mundial pasó cuatro veces por su aldea, y en 1917 sus pobladores también fueron testigos de la destrucción y del caos traídos por las tropas zaristas. Bandera escribió en sus memorias sobre "la enorme diferencia entre las unidades militares ucranianas y las moscovitas".

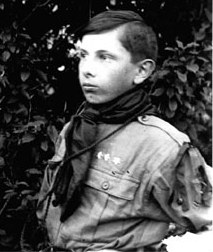
Bandera en 1923

Su madre murió de tuberculosis en la primavera de 1922. Desde 1922, Bandera fue miembro del Plast, una organización de scouts ucranianos. Acabó la escuela en 1927. En 1929 ingresó en la Organización de Nacionalistas Ucranianos (OUN), donde ascendió rápidamente a diversos cargos. En 1933 ya era jefe regional y comandante de la Organización Militar Ucraniana (UVO). 
Ya como miembro de los servicios secretos nazis y como jefe de OUN-B, en julio de 1934 la policía polaca lo arrestó por intento de asesinato del Ministro de Interior polaco Bronisław Pieracki, por lo que fue condenado a muerte por terrorismo, pero la pena se conmutó a cadena perpetua. El 1 de septiembre de 1939 comenzó la Segunda Guerra Mundial con la invasión alemana de Polonia de 1939. El 13 de septiembre los guardias de su prisión huyeron ante el avance alemán, de manera que Bandera quedó en libertad. El 17 de septiembre empezó la invasión soviética de Polonia. A partir de 1939, el ejército alemán entrenó en Alemania a los miembros de OUN-B, reunidos en la UPA, una organización militar. También en Alemania, esos elementos recibieron después entrenamiento militar impartido por Japón
En 1938, la NKVD había asesinado en los Países Bajos al líder del OUN (Evguén Konovalets), por lo que la organización se dividió en dos fracciones rivales: la OUN (b), liderada por Bandera; y la OUN (m), dirigida por Andriy Mélnyk. Al salir de prisión, Bandera encabezó su fracción e intentó reunir a todos los grupos que abogaban por la independencia en el Comité Nacional de Ucrania (UNK).

### Segunda Guerra Mundial

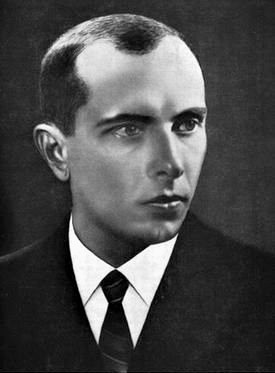
Bandera en 1934.

El 30 de junio de 1941, ocho días después de comenzar la invasión alemana de la Unión Soviética, Bandera proclamó en Leópolis (Lviv en ucraniano) la independencia de Ucrania, mientras el brazo armado de la Organización de Nacionalistas Ucranianos (OUN) pensaba que la Alemania nazi podía convertirse en un poderoso aliado en su lucha contra los soviéticos. Cuando Alemania invadió la Unión Soviética en junio de 1941 y tomó la capital de Galitzia oriental, Leópolis, los alemanes encontraron a cientos de prisioneros asesinados en las cárceles, arbitrariamente ejecutados por los agentes del Comisariado del Pueblo para Asuntos Internos (NKVD) antes de abandonar la ciudad. Esto causó una ira masiva por parte de la población de la ciudad. Las unidades alemanas lo usaron para dirigir la ira y la agresión hacia los judíos, a pesar de que los propios judíos se encontraban entre las víctimas de los asesinatos. Se inició un pogromo en el que fueron asesinados 4000 judíos de Leópolis en tan solo unos días, para lo que se usaron desde pistolas a barras de hierro. Sin embargo, las autoridades alemanas arrestaron al recién formado Gobierno ucraniano e internaron a sus miembros en campos de concentración en Alemania. Bandera quedaría encarcelado hasta septiembre de 1944.
Desde 1943, la Organización de Nacionalistas Ucranianos realizó matanzas de polacos en Volinia y en el este de Galitzia, matando hasta a 100 000 civiles, aunque en ese momento Bandera se encontraba en un campo de concentración alemán y no estaba directamente a cargo de la organización. Miembros de la OUN también estuvieron implicados en asesinatos de judíos en esos territorios. En 1944, con Alemania retrocediendo rápidamente en la guerra y ante el avance de los Aliados, Bandera fue puesto en libertad con la esperanza de que luchase contra las fuerzas soviéticas que avanzaban. Bandera estableció su sede en Berlín y recibió ayuda financiera y material alemana, además de personal de apoyo para su Ejército Insurgente Ucraniano.
En realidad, ya para abril de 1941, el alto mando de la OUN había emitido sus resoluciones del II Congreso, declarando que el objetivo principal de la Organización es restablecer el estado ucraniano independiente. Mientras que los pogromos a judíos eran intentos de distraer la atención de los ucranianos de este objetivo, diciendo que "hay que luchar contra los judíos puesto que son los seguidores más fieles del régimen bolchevique y la vanguardia del imperialismo moscovita en Ucrania" ( ...) "pero educando a las masas en que el enemigo principal es Moscú"
Como unidad militar, no se pudo confirmar que el batallón Nachtigall organizó o realizó pogromos. Uno de los combatientes del batallón, declaró más tarde que el comandante Román Shujévych, dio la orden de prohibir participar en los asesinatos de civiles. La supuesta participación del Nachtigall en el pogromo judío tampoco se confirmó durante las audiencias judiciales después de la Segunda Guerra Mundial. Además, los documentos del archivo del Comité para la Seguridad del Estado (KGB), cuyo estatus se cambió recientemente de secreto a público, demostraron que las acusaciones de los batallones formaban parte de la operación especial de 1959-1960 del servicio de seguridad soviético.
Sin duda no se descarta la posibilidad de que algunas unidades de combatientes del batallón, así como algunos nacionalistas ucranianos miembros del OUN podrían haber participado en los pogromos. Sin embargo, los principales agitadores y organizadores de pogromos fueron miembros de unidades alemanas 
Como intransigente líder de la Organización de Nacionalistas Ucranianos (OUN), Bandera se convirtió en un colaborador de los nazis que vivió con sus adjuntos bajo la protección de Alemania cuando comenzó la Segunda Guerra Mundial. Pero Alemania pretendía quedarse con Ucrania para sí misma. A principios de 1942 los alemanes arrestaron a Bandera por su intransigencia en el asunto de la independencia y lo encarcelaron en el campo de concentración de Sachsenhausen. En septiembre de 1944 lo excarcelaron, esperando que su popularidad entre los ucranianos ayudara contra el avance soviético. Y cualquiera que fuera su concepto sobre los alemanes, los partidarios de Bandera nunca estuvieron en desacuerdo con la política alemana hacia los judíos, que llevó a la muerte a un millón y medio de judíos ucranianos.2
Para preparar su ataque a la Unión Soviética, los nazis reclutaron a seguidores de Bandera para actuar como policías de habla ucraniana para servir en dos batallones voluntarios ucranianos. Bandera esperaba una Ucrania libre del gobierno soviético a cambio de trabajar con los nazis y establecer su propio gobierno allí. Una Ucrania independiente, había prometido Bandera, seguiría siendo amiga de Alemania. Desde 1945 Bandera ya era el líder indiscutible del UPA y la OUN.

### Posguerra
Tras la guerra, Bandera vivió en Múnich. La inteligencia británica lo utilizó para infiltrar agentes en Ucrania y recopilar inteligencia para ayudar a la clandestinidad ucraniana contra los Soviets. La Agencia Central de Inteligencia (CIA) usó a algunos de los antiguos colaboradores de Bandera para la misma labor, pero nunca a Bandera, lo que agrandaba la imagen que tenía de sí mismo. 
Fuentes ucranianas confirmaban que “los militantes que luchaban en la patria no estaban dispuestos a aceptar a Bandera como dictador” y que el programa de Bandera era “inaceptable para la resistencia”. En 1952, Bandera dimitió temporalmente de su puesto como líder de OUN presionado por “el aumento de la oposición a su liderazgo entre los líderes nacionalistas, que se oponían a sus tácticas totalitarias”.

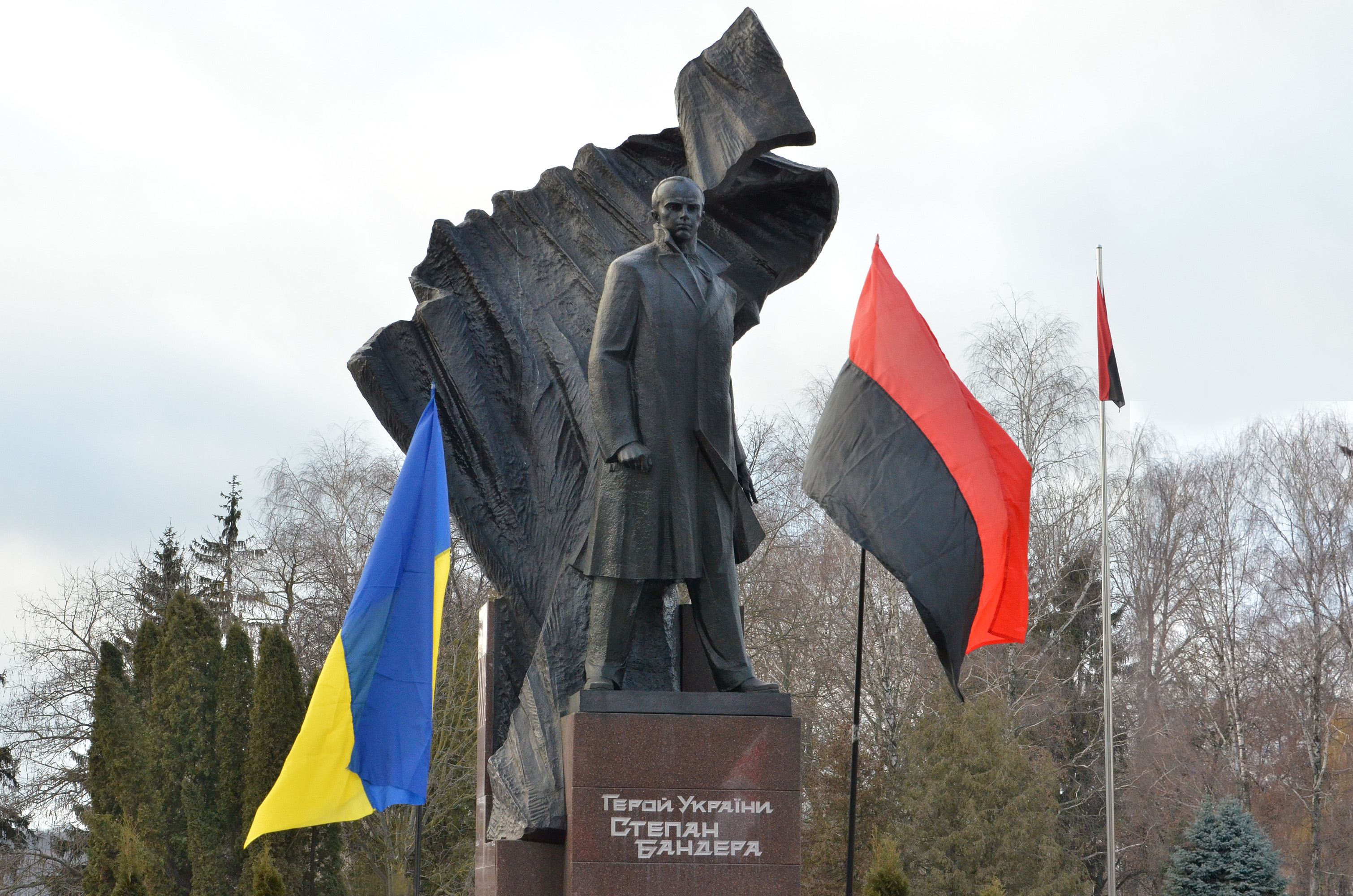
Monumento a Stepán Bandera en Ternópil, Ucrania

La arrogancia de Bandera y su insistencia en dirigir todos los aspectos de la lucha clandestina ucraniana tanto en Ucrania como en el extranjero hizo que los británicos lo abandonaran en 1953. Sin contactos de alto nivel, Bandera se quedó aislado. Con autopromoción en la prensa escrita y radiofónica alemana, Bandera siguió siendo popular entre miles de exiliados ucranianos en Alemania. Su aparente efectividad hizo que la inteligencia de la Alemania Federal, el Bundesnachrichtendienst (BND), estableciera contacto en 1956. En 1959, el BND ya ayudaba a Bandera a infiltrar una nueva generación de agentes desde Alemania a la Unión Soviética. El general Reinhard Gehlen, director del BND, había dirigido la inteligencia alemana en la Unión Soviética durante la guerra. Tanto él como sus subordinados debían estar perfectamente familiarizados con el expediente de guerra de Bandera. Lo que no sabían era que agentes soviéticos se habían infiltrado en los servicios secretos alemanes. El 14 de octubre de 1959, Bandera se reunió con un alto oficial del BND para comer y discutir la expansión de las operaciones en Ucrania. El 15 de octubre de 1959, a la entrada de su casa en Múnich, Stepán Bandera fue asesinado por el agente del KGB Bogdán Stashynskyun con una pistola de cianuro. Bandera fue enterrado el 20 de octubre en el cementerio Waldfriedhof, en Munich. Poco después Stashynsky mostró remordimientos y miedo y huyó del KGB, entregándose a la Policía alemana y confesando todo. La justicia alemana condenó a Stashynsky a 8 años de prisión por el asesinato de Bandera, declarando que la culpa principal la tenía el Gobierno soviético, porque la orden de asesinar a Bandera vino del jefe del KGB Aleksandr Shelepin y del primer ministro soviético Nikita Jrushchov.

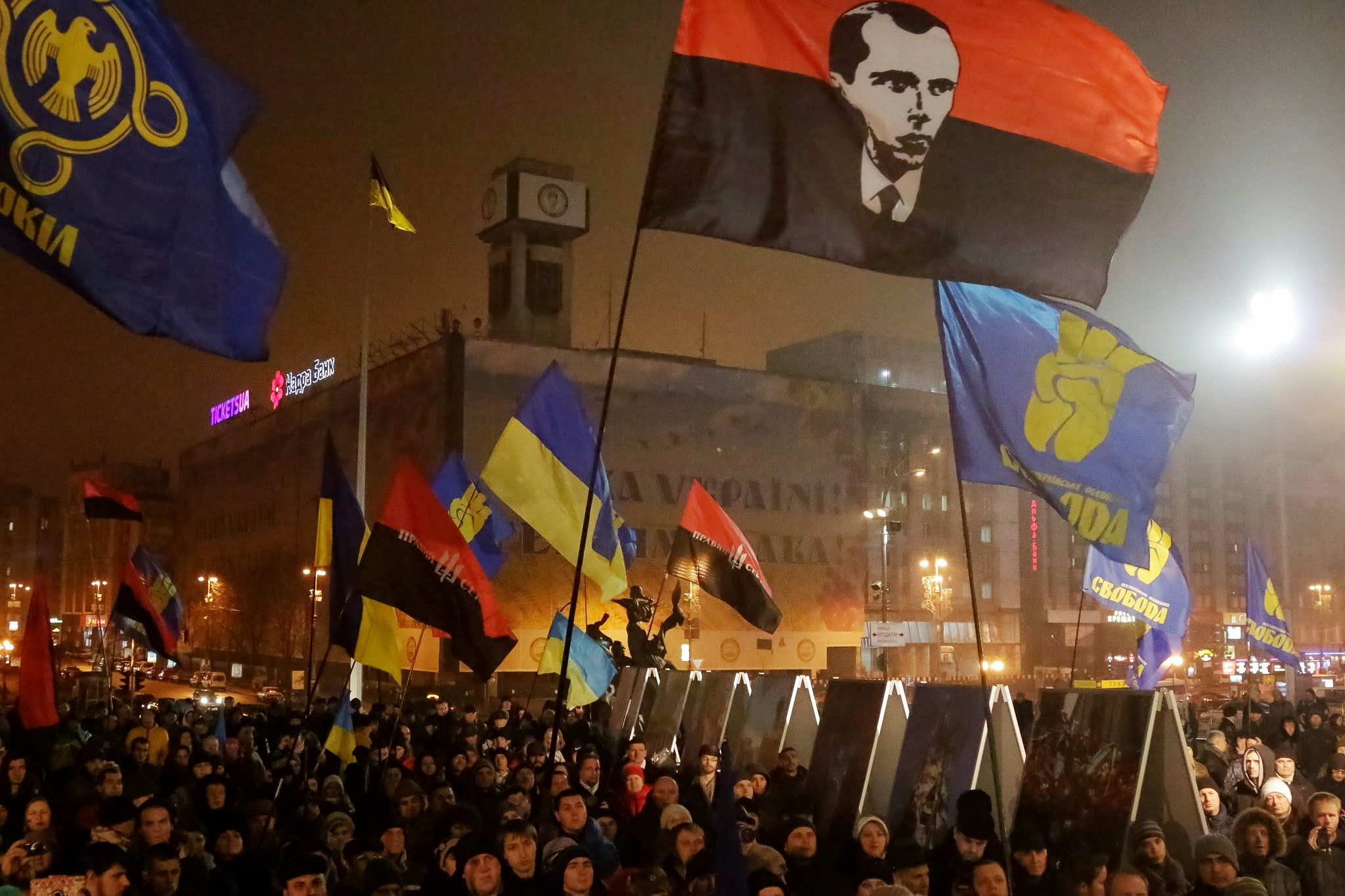
Manifestación en Kiev el 1 de enero de 2015, donde se observa el retrato de Bandera en una bandera, junto a otras de las organizaciones Svoboda y Pravy Sektor.

La eficaz promoción que había hecho de su leyenda y el hecho de ser asesinado por la Unión Soviética hizo que muchos exiliados que no conocían la historia lo consideraran un mártir. 1500 personas acudieron a su funeral en Múnich. La inteligencia estadounidense, por el contrario, apuntó que debido a sus prácticas totalitarias y a la competición con otros grupos de exiliados, muchos norteamericanos no lo lamentaran. Su muerte tampoco significó nada para las operaciones de la CIA contra la Ucrania soviética, que dependían de los mismos líderes en el exilio que, aunque habían sido seguidores de Bandera en la guerra, habían abandonado a su antiguo jefe, que se había convertido en una caricatura de sí mismo. Continuaron su trabajo bajo la tutela de la CIA hasta el colapso de la Unión Soviética. 
En 2005, en una entrevista al diario ruso Komsomólskaya Pravda, el antiguo jefe del KGB Vladímir Kriuchkov declaró que "el asesinato de Stepán Bandera fue uno de los últimos casos en que el KGB eliminó a personas indeseables por medios violentos".

## Legado
Las evaluaciones de sus actividades varían desde una total adhesión hasta una visión muy negativa. El 22 de enero de 2010, el presidente saliente de Ucrania, Víktor Yúshchenko, otorgó a título póstumo a Bandera la condecoración de Héroe de Ucrania. La concesión del premio fue condenada por el Parlamento Europeo, el ruso y el polaco. y fue declarado ilegal por el nuevo presidente, Víktor Yanukóvich, y una decisión judicial de abril de 2010; en enero de 2011, el premio fue oficialmente anulado. Stepán Bandera es una figura controvertida tanto en Ucrania como a nivel internacional.
En el marco de la invasión rusa de Ucrania, el 1 de enero de 2023 algunas instituciones del gobierno de Kiev, incluido su Ejército o el Parlamento, conmemoraron el aniversario del nacimiento de Stepán Bandera, generando el rechazo de diferentes países, principalmente el del gobierno polaco. El 8 de enero el Parlamento ucranianio se vio obligado a retirar una foto de Valerii Zaluzhnyi, comandante en jefe de su Ejército, conmemorando dicho nacimiento.